# Кобець Микола Олександрович
Микола Олександрович Кобець (нар. 27 березня 1992) — український футболіст, захисник «Інгульця».

## Життєпис
Микола Кобець народився 27 березня 1992 року. У ДЮФЛ виступав у складі маріупольського «Іллічівця» (2005/2006 роки — 17 матчів) та «ДЮФА» (Єнакієве) (2006/2007 — 15-7). У сезоні 2008/2009 виступав за маріупольську «Азовсталь» у першості України (ДЮФЛ) — 20 матчів. 2009—2010 роки Микола провів за дубль маріупольського «Іллічівця», зігравши в першості дублерів 12 матчів. У 2011 році виступав у чемпіонаті Таджикистану за клуб «ЦСКА-Памір».
Улітку 2013 року в Кубку та чемпіонаті України серед аматорів захищав кольори миколаївського «Торпедо» (10 матчів). У сезоні 2013/14 захищав кольори аматорського клубу «Портовик» (Маріуполь). Першу половину сезону 2014/15 Микола провів у Другій лізі у складі «НПГУ-Макіїввугілля», зіграв 10 матчів.
У середині червня 2015 року Микола уклав контракт з «Інгульцем». Наприкінці грудня 2016 року було оголошено, що Кобець залишив петрівську команду, але 16 січня 2017 року цю інформацію було офіційно спростовано.

## Досягнення
- Друга ліга чемпіонату України
  -  Бронзовий призер (1): 2015/16